# WildCATS
 (mai 2022).
- Si vous ne connaissez pas le sujet, laissez ce bandeau (vous pouvez alors contacter les auteurs).
- Si vous supprimez le contenu mis en cause (vous pouvez préalablement contacter les auteurs),

argumentez précisément cette suppression dans la page de discussion
(un manque de référence n'est pas un argument ; une recherche réelle de référence doit avoir été effectuée, être formellement documentée).
WildCATS est une série de comics publiée par Wildstorm, d'abord au sein d'Image Comics, puis chez DC Comics après la vente de son label par Jim Lee.

## Équipe artistique
- Scénario : Brandon Choi, Scott Lobdell, Alan Moore, Grant Morrison, James Robinson
- Dessins : Matt Broome, Travis Charest, Adam Hughes, Jim Lee, Carlos Meglia, Sean Phillips....
- Couleurs : Joe Chiodo, Wendy Fouts

## Synopsis
Pendant des milliers d'années, les membres de deux races ennemies, les Kherubim et les Daemonites, ont vécu cachés parmi les humains, tout en continuant leur conflit ancestral. Chaque groupe faisait partie des survivants de vaisseaux spatiaux, qui s'étaient combattus au-dessus de la Terre bien avant notre ère, avant de s'écraser à sa surface. Alors que les Daemonites cherchaient à dominer les humains, les Kherubims étaient plus altruistes, et à travers les siècles, ils ont déjoué les plans malfaisants de leurs ennemis.
De nos jours, un des chefs Kherubim, Emp, monta des équipes constituées de Kheran, de sang-mêlés et d'humains améliorés qu'il baptisa WildC.A.T.s (C.A.T.s : Covert Action Teams = Équipes d'intervention secrètes). Elles avaient pour but d'être le plus grand adversaire des Daemonites et - qui sait - peut-être de mettre fin à leur menace sur l'espèce humaine. Ils découvriront, par la suite, que la guerre qui opposait Kheran et Daemonites était en réalité finie depuis plus de 3 siècles et que l'on n'avait pas daigné les prévenir.

## Membre
Lord Emp
Connu de la plupart sous le nom de Jacob Marlowe, il était le PDG d'un très gros groupe : HALO. Il était multimilliardaire et finançait les WildCats. Il est avec Lord Entropy (son frère), Lord S'ylton (père de Backlash) et Mr. Majestic un des quatre Lord Kherubim échoués sur Terre. Comme tous les Kherubims, il est immortel et plus fort que la moyenne. Lord Emp fut trouvé par Void et désigné comme champion de l'Humanité. Il a créé les Wildcats pour lutter contre les Daemonites, et il fut leur vrai leader, qui dirigeait les opérations du fond de son fauteuil. Il a récemment subi une transformation qui a augmenté ses pouvoirs mais qui l'a rendu très laid. Il a donc confié la direction de HALO à Spartan et continue à diriger l'équipe dans l'ombre. 
Grifter
Après la mort de son père, le jeune Cole Cash fut élevé par un mafieux de Chicago. Il atterrit par la suite en prison puis à l'armée ou il reçut un entraînement spécial et rejoignit le commando d'élite Team 7. Pendant la guerre froide, ils exécutaient des missions secrètes pour le compte de l'agence gouvernementale I.O. Trahi par Miles Craven, pendant une mission expérimentale, ils acquirent des pouvoirs psychiques, et devinrent des fugitifs. Il rencontra Zealot, ancienne membre de la Coda, ils partirent ensemble et elle lui enseigna son art de combat. Grifter rencontra les WildC.A.T.s pendant une bataille contre des agents de Cabal grâce à Vaudou. S'étant juré d'arrêter le plan de Réunification de la Cabal, Grifter et Zealot virent un intérêt à unir leurs forces avec les WildC.A.T.s. Lorsque le reste de l'équipe fut envoyé sur Khera, il les crut morts et fit partie de la nouvelle équipe formée par Savant et Mr Majestic. Puis, il redevint mercenaire avant de rejoindre ses anciens coéquipiers quand ceux-ci rentrèrent sur Terre. Exposé au gen-facteur pendant qu'il était dans le Team 7, il a hérité de réflexes bien plus développés et une capacité à encaisser les coups. De plus, le gen-facteur a fortement ralenti son vieillissement. Il est aussi un expert dans le maniement d'armes et en particulier les armes à feu, il a été entraîné dans l'art de combat Coda par Zealot. Maîtrisant un grand nombre de styles de combats, il possède aussi des pouvoirs de télékinésie, mais il les a éteints pour ne pas devenir fou. 
Maul 
Son vrai nom est Jeremy Stone. C'est un savant très intelligent dont les recherches en biochimie lui ont valu un prix Nobel. Lors du séjour de l'équipe sur Khera, il a découvert que ceux de sa race étaient des parias qui vivaient à l'écart des autres et il en fut profondément affecté. Aujourd'hui, il vit avec Voodoo et continue ses recherches scientifiques dans son laboratoire. En tant que sang-mêlé humain/Kherubim, il peut se transformer en un géant à la peau violette avec deux cornes dans le dos. Seul problème : Plus il grandit, plus il devient bête... au point de ne plus reconnaître ses amis !
Spartan
Nom : John Colt 
Spartan est un androïde hautement avancé du nom de code de Hadrian 7 qui fut volé par Marlowe à Gamorra, et qui était basé sur le corps du Lord Kherubim Yon Khol. C'est le leader des WildC.A.T.s sur le terrain, malgré les fortes têtes comme Zealot ou Grifter. Dans sa précédente version, il était capable de résister à de très éprouvants dommages. Cela impliquait que son esprit soit transféré dans un autre corps. L'esprit de Spartan est en fait celui d'un ancien super-soldat faisant partie du Team 1, John Colt. Il a eu une relation avec Voodoo, mais ils se sont séparés quand elle quitta l'équipe. Il s'est ensuite mis avec Zealot. Depuis la transformation de Lord Emp, Spartan le remplace à la tête de Halo, sous le nom de Jack Marlowe.
Void 
Dans un lointain futur, alors que les forces de la lumière et celles des ténèbres s'affrontent, le champion de la Lumière, Omnia, est battu. Son corps est décimé et son énergie est éparpillé à travers l'espace et le temps dans des globes appelés orbs. L'un d'eux heurte accidentellement la station Mir, tue tous ses occupants et fusionne avec l'astronaute Adrianna Tereshkanova, ce qui donne naissance à l'entité Void. Void est souvent conduite et influencée par des forces qu'elle ne comprend pas. Son but est d'aider le champion de la Terre à combattre les forces du mal. C'est Lord Emp, alias Jacob Marlowe, qu'elle a désigné pour accomplir cette tâche. Elle fut très affectée lorsqu'elle apprit sur Khera que la guerre entre les Kherubims et les Daemonites était finie depuis des siècles et que personne n'avait pris la peine d'en informer les guerriers des deux races qui se battaient sur la Terre. Elle fut très déçue quand elle se rendit compte que les Kherubims avaient réduit les Daemonites à l'esclavage et qu'ils traitaient mal les autres races en général.
Void a des pouvoirs psychiques très importants. Elle est capable de percevoir le passé et le futur qui lui apparaissent sous la forme de visions parfois douloureuses. Elle peut se téléporter en amenant des personnes avec elle, mais le nombre de personnes et la concentration dont elles disposent affectent énormément cette capacité. Elle peut également se déplacer dans le temps, mais elle ne maîtrise pas bien cette faculté.
Voodoo 
Elle est une sang-mêlée humains/Daemonite. Elle fut recrutée par les WildC.A.T.s, alors qu'elle était stripteaseuse. En effet, ses pouvoirs leur étaient extrêmement utiles dans leur combat contre les Daemonites. Elle eut une relation avec Spartan. Lors de leur passage sur Khera, elle fut enfermée avec les esclaves Daemonites à cause de ses gènes Daemonites. Elle a quitté l'équipe à leur retour et vit actuellement avec Maul. Elle peut "voir" les choses telles qu'elles sont réellement : par exemple, elle voit si un humain est possédé par un Daemonites. Dans ce cas-là, elle peut purger le corps humain du parasite Daemonite. Elle possède aussi de faibles pouvoirs mentaux qui lui permettent de contrôler des esprits faibles ou de créer des illusions mentales. Elle a appris les bases du combat Coda avec Zealot. Elle possède, de plus, un pouvoir psychique qui lui reste du temps où elle était l'esclave mentale de Tapestry.
Zealot
Zealot est arrivée sur terre avec le vaisseau Kherubim s'étant échoué sur terre. Sur Khera, elle était une noble, tout comme sa sœur Savant. Elle a participé à la création de la Coda, cet ordre des femmes guerrières, dont elle fut la Majestrix avant de partir à l'aventure. Zealot a fait partie du Team 1 sous le nom de Lucy Blaize. Elle fut pendant un temps amoureuse de John Colt, le leader du Team 1. Elle enseigna à Grifter l'art et les préceptes de la Coda. Puis, lors de la recherche de Voodoo, ils firent équipe avec les Wildcats contre la Cabal et rejoignirent leurs rangs. Plus tard, et pendant une courte période, elle fit partie de Wildcore dans leur lutte contre les D'rahn. Elle fut laissée pour morte à la suite de la dernière mission des Wildcats, mais elle vit en fait toute seule à Los Angeles. En tant que Kherubim, elle possède des capacités physiques plus grandes qu'un humain normal. Elle est la meilleure guerrière de la Terre, grâce à ses centaines d'années passées à s'entraîner au combat à l'épée.
Condition Red
Suivant les traces de son grand frère Cole, il fut embauché par l'I.O. dans une mission consistant à infiltrer la mafia. Mais il alla trop loin, commettant des meurtres pour les criminels qu'il était censé arrêter. En tant qu'agent double, il est haï à la fois par les autorités et par les criminels. Dans la mesure où tout le monde veut sa mort, il n'a pas eu d'autre choix que de rejoindre les WildC.A.T.s, quand Savant est venu le chercher. Ladytron est tombée amoureuse de lui, mais lui n'éprouvait aucun sentiment pour elle. Après avoir été gravement blessé à la suite de l'explosion d'une bombe, il en profita pour quitter l'équipe. Il sera tué, par la suite, par la fille d'une de ses victimes. Il ne possède aucun pouvoir. Il est expert dans le maniement des armes à feu.
Ladytron
Elle a passé la plus grande partie de sa vie entre les hôpitaux psychiatriques et les prisons. Lors d'une attaque à mains armées, elle reçoit une balle dans la colonne vertébrale, et se retrouve privée de l'usage de ses jambes. Un groupe de scientifiques l'utilise pour tester leur nouvelle technologie cybernétique. Elle devient une cyborg, encore plus dangereuse qu'avant. Elle s'échappe de sa nouvelle prison et commence à abattre d'autres criminels. Savant décide de la recruter, car l'équipe à besoin de force brutale et sauvage. Après l'avoir capturé, les WildC.A.T.s lui feront passer plusieurs semaines dans un environnement de réalité virtuelle pour calmer ses tendances ultra violentes. Après avoir rejoint l'équipe, elle tombe amoureuse de Max Cash, mais cet amour n'est pas réciproque. Lors d'un combat, sa pile atomique est endommagée et menace de provoquer une explosion nucléaire, mais Mr. Majestic parvient à la sauver. Elle quitte alors l'équipe et devient nonne à l'Église de Gort, une nouvelle religion fondé par des cyborgs. Son corps de cyborg est plus puissant et plus résistant qu'un corps humain. Il fonctionne avec une pile nucléaire et contient plusieurs armes.
Mr. Majestic
En tant que Kherubim, il est immortel. Il possède une force incroyable, même pour un Kherubim. Il peut voler et lancer des rayons thermiques qui fondent n'importe quelle matière.
Savant
Arrivée sur Terre avec sa sœur Zealot lors du crash du vaisseau Kherubim, elle n'a pas fait partie de la Coda, mais a préféré devenir une archéologue et acquérir le plus de connaissance possible. N'ayant pas de pouvoir spécifique, en dehors de la force naturelle des Kherubims, elle utilise pour se battre les artéfacts magiques qu'elle a récoltés pendant des siècles au cours de ses fouilles. À l'inverse de sa sœur, elle n'est pas une guerrière, et son but dans la vie est d'acquérir le plus de connaissances possibles. C'est elle qui est à l'origine de la seconde équipe des WildC.A.T.s. Comme elle n'arrivait pas à recruter des héros reconnus, elle s'est tournée vers des personnes à la personnalité et aux motivations douteuses, comme Max Cash et Maxine Manchester. Elle eut une liaison avec Tao, car c'était l'être le plus intelligent qu'elle ait rencontré sur Terre. Elle quitta l'équipe après le fiasco de la guerre des gangs organisé par Tao. En tant que Kherubim, elle est immortelle et possède une force plus grande que les humains. Elle a réuni au cours de sa longue existence de puissantes reliques qu'elle utilise pour se battre.
Tao
On en sait très peu sur Tao, à part qu'il a été créé par la compagnie Optigen. Les raisons pour lesquelles il a rejoint les WildC.A.T.s ne sont pas très claires. Il est responsable de la guerre qui a éclaté entre les héros et les criminels et qui a ravagé toute la ville de New York. Savant était amoureuse de lui, mais il trahit sa confiance en la laissant agoniser sans aucune réaction, après que Grifter l'a blessé par erreur. Il finit par être opposé aux WildC.A.T.s et à Stormwatch et semble avoir trouvé la mort. Il resurgit plus tard, pour faire face aux Gen 13, après avoir pris la place de leur mentor John Lynch (cf résumé Gen 13). Il est extrêmement intelligent et peut manipuler les gens de manière si subtile que même les intéressés ne s'en rendent pas compte.
Warblade
Ses origines Kherubims lui permettent de modeler son corps en différentes formes. Au début, il se contentait de transformer ses doigts en énormes griffes, mais lors de son séjour sur Khera, il a appris à utiliser pleinement son pouvoir, qui le fait maintenant ressembler au T-1000 (cf Terminator 2). La matière qui ressemble à du métal et qui compose son corps est quasi indestructible et il peut se régénérer à partir d'une seule de ses cellules. Expert en arts martiaux né à Hong Kong, il est en fait un sang-mêlé humains/Kherubims. Il a fait partie de Cyberdata avec certains membres de Cyberforce avant de rejoindre les WildC.A.T.s. Actuellement, il n'a plus de liens avec l'équipe.

## Daemonites
Daemonites
Les Daemonites sont une race belliqueuse et ils ont vu la terre comme un réservoir d'enveloppes corporelles et une nouvelle colonie pour leur empire. Les Daemonites ont le pouvoir de s'approprier des corps étrangers pour se dissimuler dans une population. Ils ajoutent alors leurs propres pouvoirs a ceux du corps d'accueil.
Helspont
Helspont est un Daemonite qui a passé des siècles sur la terre à préparer son but ultime: La réunification des Daemonites. Pour cela il a formé la Cabale. Helspont a de grands pouvoirs télékinétiques. Il peut neutraliser presque n'importe quel adversaire grâce à ses attaques psioniques.De plus, il peut envoyer de redoutables décharges d'énergie pure. Comme les autres Daemonites, il peut prendre le corps de n'importe quelle créature. Toutefois, contrairement aux autres, il possède le corps d'un acurain, ce qui le place au-dessus de la plupart de ses congénères.

## Publication

### Image Comics
| - WildC.A.T.s vol.1 #1-50 et #0 (1992-1998) - WildC.A.T.s vol.2 #1-28 (1999-2001) - WildC.A.T.s version 3.0 #1-25 (2002-2004) - WildC.A.T.s vol.4 #1 (2006) - WildC.A.T.s vol.5 #1- (2008) | - WildC.A.T.s Trilogy #1-3 (1993) - Team One: WildC.A.T.s (1995) - Spawn / WildC.A.T.s #1-4 (1996) - JLA / WildC.A.T.s (1997) - WildC.A.T.s / X-Men #1-4 (1997-1998) - WildC.A.T.s / Aliens (1998) - Wildcats: Nemesis #1-7 (2005-2006) |

### Semic
- WildC.A.T.s nos 1-15 (1995-1997)
- WildC.A.T.s hors-série
  1. WildC.A.T.s / X-Men (1997)
  2. JLA / WildC.A.T.s (1998)
  3. X-Men / WildC.A.T.s (1998)
- Collection Image no 3 (1997) : WildC.A.T.s vol.1 #20
- Nova nos 228-233 (1997-1998) : WildC.A.T.s vol.1 #31-36
- WildC.A.T.s 2e série nos 1-6 (1999-2000)
- Stormwatch no 3 (2000) : WildC.A.T.s / Aliens
- Wildstorm Spécial no 1 (2000) : WildC.A.T.s Mosaic
- Wildstorm nos 1-6 (2001) : WildC.A.T.s vol.2 #13-18
- WildC.A.T.s (collection « Semic Books ») T.1-2 (2001-2002)

### Éditions USA
- WildC.A.T.s T.1-6 (1996-1997)

### Soleil
- WildC.A.T.s / X-Men
  1. L’Âge d'or (2000)
  2. L’Ère des lumières (2000)
  3. Les Temps modernes (2000)
  4. Les Années noires (2000)

### Panini
- WildC.A.T.s version 3.0 (collection « 100% Wildstorm »)
  1. Imposition des marques (2008)
  2. Clause de confidentialité (2008)
- WildC.A.T.s (collection « Wildstorm anthologie »)
  1. Monde des origines (2009)
  2. Guerre des gangs (2010)

## Adaptations à d'autres médias
En 1994, les Wild C.A.T.S sont adaptés dans une série animée de télévision Wild C.A.T.S, Covert Action Teams. L'année suivante, un jeu vidéo d'action beat them all sur les personnages sort sur Super Nintendo et est intitulé Jim Lee's Wild C.A.T.S: Covert Action Teams.